# Troisième flotte des États-Unis
Pour les articles homonymes, voir 3e flotte.

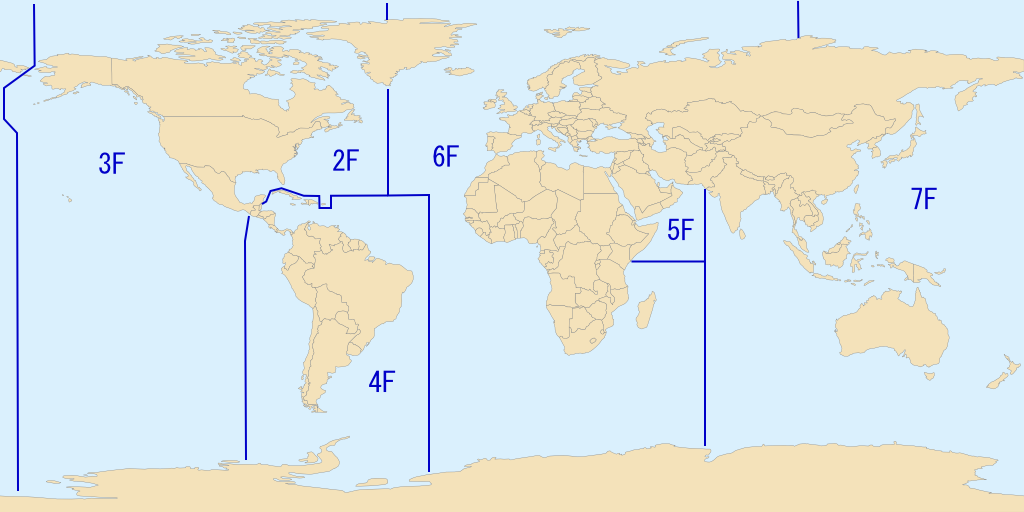
Zone de responsabilité des flottes américaines depuis 2009.

Dans la Marine des États-Unis, la Troisième flotte (en anglais : 3rd Fleet) est la flotte responsable des activités navales dans le Pacifique est et nord. Elle dépend de la Flotte du Pacifique des États-Unis. 

## Historique
La 3e flotte a été initialement créée le 15 mars 1943 sous le commandement de l'amiral William F. Halsey et a servi pendant la Guerre dans le Pacifique. Elle a été mise en réserve le 7 octobre 1945.
La 3e flotte a été réactivée à Pearl Harbor le 1er février 1973 dans le cadre d'une réorganisation de la Flotte du Pacifique américaine, la flotte reprenant les fonctions de la Première flotte des États-Unis et des forces sous-marines américaines du Pacifique.
Depuis août 1991, elle est basée à la base navale de San Diego en Californie.